# Masdevallia gastrodes
Masdevallia gastrodes är en orkidéart som beskrevs av Carlyle August Luer och Sijm. Masdevallia gastrodes ingår i släktet Masdevallia och familjen orkidéer. Inga underarter finns listade i Catalogue of Life.